# Пряхин, Георгий Владимирович
Георгий Владимирович Пряхин – русский политик, журналист, писатель и издатель. 

## Биография
Родился 4 мая 1947 года в селе Николо-Александровском Ставропольского края. Рано остался без родителей и воспитывался в школе-интернате № 2 города Будённовска.
Служил в армии, окончил факультет журналистики МГУ имени М. Ломоносова. Работал в различных газетах, в том числе в «Комсомольской правде», где дослужился от собственного корреспондента до заместителя главного редактора.

### Политический деятель
Был политическим обозревателем Гостелерадио СССР, заместителем председателя Гостелерадио СССР. С 1988 по 1990 год работал заместителем заведующего отделом ЦК КПСС, а затем – консультантом президента СССР М. С. Горбачёва.
В начале 2000-х годов был одним из основателей и председателем политсовета Партии возрождения России, возглавляемой Геннадием Селезнёвым и входившей в блок Патриоты России.

### Литератор и издатель
В литературе имя Георгия Пряхина появилось в конце 1970-х — начале 1980-х годов. Его первая повесть «Интернат» была опубликована в журнале «Новый мир» с предисловием Чингиза Айтматова. Когда эта повесть, посвящённая детворе послевоенных лет, вышла в издательстве «Молодая гвардия» отдельной книжкой, она была признана лучшей книгой молодого автора за год. Перу Г. В. Пряхина принадлежат несколько романов, повестей, сборников рассказов. В переводе он публиковался в Италии, Болгарии, Словакии, США, Англии, Ирландии, Эстонии, на Украине, в Белоруссии, Японии и других странах. Широко издававшаяся и до сих пор переиздающаяся книга Раисы Горбачёвой «Я надеюсь…» представляет собой шесть её интервью Георгию Пряхину. 
Возглавлял издательство «Воскресенье». В 2008—2018 гг. — директор издательства «Художественная литература».

## Награды и премии
- Медаль Пушкина (4 июня 1999 года) — в ознаменование 200-летия со дня рождения А.С.Пушкина, за заслуги в области культуры, просвещения, литературы и искусства[3].
- Орден «Достык» II степени (4 августа 2020 года, Казахстан) — за значительный вклад в укрепление дружественных отношений между государствами, заслуги в пропаганде наследия Абая Кунанбайулы[4].
- Всероссийская литературная премия имени Александра Грина.
- Международная премия имени М. А. Шолохова в области литературы и искусства.
- Премия имени Валентина Катаева.
- Академик Академии российской словесности.